# Asingaborg (Middelstum)
De Asingaborg te Middelstum was een kasteel waarvan alleen de zogenaamde "Oude toegangspoort" over is.

## Locatie
Het oorspronkelijke terrein van de borg was een omgracht stuk grond aan de noordkant van het oude centrum van Middelstum. De grachten zijn vervangen door de Burchtstraat aan de oostzijde, waar het oude poortgebouw staat, de Grachtstraat aan de noordzijde, het Kerkpad aan het zuiden en aan de oostkant afgesloten middels het Concordiaplein.
Op het terrein bevindt zich aan de westzijde een vierkant gebied van 15 meter bij 15 meter, wat vermoedelijk de fundering was van de Asingaborg, een typisch steenhuis.
Omdat de wierde was afgegraven stond het gebouw met een halve meter hoogteverschil op hoog heem, en was het omringd door een binnengracht.
De borg stond op enkele tientallen meters van de Sint-Hippolytuskerk en het had op enkele honderden meters afstand de Mentheda en Ewsum borgen als buren.

## Beschrijving
In het begin van de 17e eeuw strekte de landerijen van de borg zich over ruim twintig hectare en bestond het uit poorten, bruggen, grachten, hoften, bomen, plantages, en kerk- en legersteden alsook gerechtigheden.
De oude poort, het enige gebouw van het borgtcomplex dat de tijd overleefd heeft, zou in deze periode gebouwd zijn, getuige ook de gevelsteen met het jaar 1611. Deze poort wordt gekenmerkt door een zadeldak tussen topgevels.
De vierkante stenen borg zelf had vermoedelijk een typisch plan dat in de regio bij herhaling terug te vinden was: door het gebouw zou een centrale gang lopen met vertrekken aan weerszijden. Op de begane grond zouden deze de heren- en damessalon, de eetkamer, ontvangstzaal, bibliotheek en een slaapkamer zijn.

## Huidig gebruik
Het terrein waar de voormalige borgt gestaan zou hebben is nu een park, waarbij het grondvlak van de vermoedelijke borg zodanig is ingericht dat de bezoekers zich een voorstelling kunnen maken van hoe de borcht mogelijk in elkaar stak.
Het oude poortgebouw heeft nieuwbouw erbij gekregen en is nu een riant woonhuis.
Allersmaborg · Asingaborg (Middelstum) · Asingaborg (Ulrum) · Asingaborg (Warffum) · Aylbada · Breedenborg · Cortinghuis · Dijkumborg · Dijksterhuis · Ennemaborg · Ewsum · Fraeylemaborg · Piloersemaborg · Hanckemaborg · Iwema-steenhuis · Huis te Lellens · Menkemaborg · Menthedaborg ·Nienoord · Nittersum · Onstaborg · Scheltkema-Nijenstein · Kasteel Selwerd · Takuma · Verhildersum · Walkuma · Wedderborg